# 吉布提历史

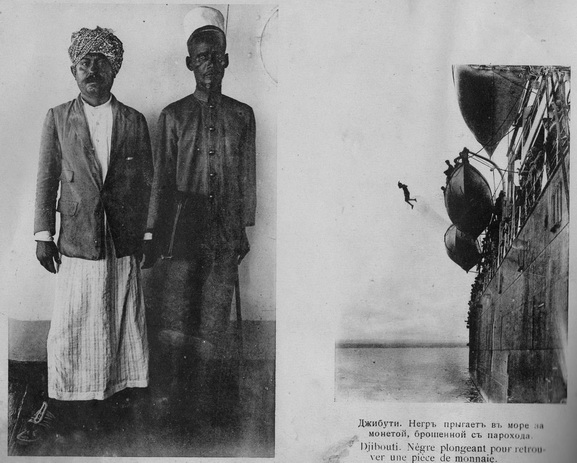
吉布提在俄罗斯远征军相册

吉布提位于非洲之角。远古时期是邦特之地的一部分。在中世纪成为伊法特蘇丹國和阿達爾蘇丹國的一部分。19世纪成为法国殖民地。1977年独立。

## 史前
人类在吉布提居住至少可以追溯至新石器时代。可能是羚羊与长颈鹿的岩石艺术在Dorra和Balho发现。

## 远古
和红海沿岸的索马里、厄立特里亚和苏丹一样，吉布提在远古时期为朋特国一部分。朋特国，意为上帝的土地，最早在公元前25世纪为古埃及所提到的国家。他们和古埃及法老有着紧密关系，不仅交易自己生产的香料、乌木和短角牛，还有从邻近地区带来的黄金、象牙和兽皮。

## 阿达尔苏丹国
伊斯兰教最早从阿拉伯半岛传入。在公元9世纪后期，穆斯林居住在喇叭口海岸的北部。阿达尔苏丹国最早可以追溯到9到10世纪，泽拉为其首都。阿达尔苏丹国由当地阿拉伯化的索马里人或者索马里化的阿拉伯人组成。从苏丹国的建立开始，就有着和邻近的阿比西尼亞帝國一连串战争。

## 埃非特苏丹国
埃非特苏丹国是一个中世纪的国家。建立于1285年Walashma王朝，是以泽拉为中心。随着漫长的战争后，苏丹被阿比西尼亞帝國打败，并退出绍阿。

## 奥斯曼哈贝希省
哈贝希是奥斯曼帝国在红海沿岸的一个省，后包括吉布提和索马里西北部。

## 法属索马里兰
Charles-Xavier Rochet d'Héricourt的对绍阿的探险（1839至1842年）使得法国对于这片土地的关注。法国于1862年购买了奥博克。与此同时，英国在埃及的活动与日俱增。1883年至1887年间，当地的埃法阿法尔和伊萨苏丹国和法国签订了一系列的条约，接受法国的保护。1894年莱昂斯·拉加德建立一个法国行政管理的城市——吉布提市，并且把这一区域命名为法属索马里兰。这个名字一直持续到1967年。

### 二战
20世纪30年代，意大利侵入埃塞俄比亚时期，埃塞俄比亚和法属索马里兰边界冲突不断。1940年7月，殖民地为法国维希政府统治。1941年，意大利被击败。维希政府统治的法属索马里兰被孤立。1942年，约4000英军占领了吉布提。从来自法属索马里兰的士兵参加了1944年解放巴黎的战斗。

### 全民公决
在索马里独立前夕的1958年，举行了加入索马里共和国和留在法国的公民投票，结果为留在法国。1967年的第二次全民公决继续留在法国。

### 法属阿法尔和伊萨领地
1967年全民公决之后不久，法属索马里兰更名为法属阿法尔和伊萨领地。1977年6月27日，第三次全民公决结果为脱离法国独立。哈桑·古莱德·阿普蒂敦，成为国家的第一任总统（1977年至1999年）。

## 吉布提共和国
1981年，阿普蒂敦将国家变为一党专政，Rassemblement Populaire pour le Progrès（RPP）成为唯一政党。1991年和Front pour la Restoration de l'Unité et de la Démocratie（FRUD）爆发内战，1994年12月停火。1999年，阿普蒂敦侄子伊斯梅尔·奥马尔·盖莱继任。
2005年，吉布提进行了总统选举。盖莱获胜。2011年盖莱再次当选。